# Campeonato de ajedrez de Estados Unidos 2014
El Campeonato de ajedrez de Estados Unidos 2014 fue la quincuagésima novena edición del campeonato nacional de los Estados Unidos, disputado en la ciudad de San Luis en el Club de Ajedrez y Centro Escolástico de San Luis. Comenzó el 7 de mayo y finalizó el 21 de mayo.
Gata Kamsky fue el ganador del campeonato, tras vencer a Varuzhan Akobian en un partido de desempate.

## Resultados
| N° | Jugador                   | 1 | 2 | 3 | 4 | 5 | 6 | 7 | 8 | 9 | 10 | 11 | 12 | Total |
| -- | ------------------------- | - | - | - | - | - | - | - | - | - | -- | -- | -- | ----- |
| 1  | Gata Kamsky               | * | 1 | ½ | ½ | ½ | ½ | 1 | ½ | ½ | 1  | ½  | ½  | 7     |
| 2  | Aleksandr Lenderman       | 0 | * | ½ | 0 | 1 | 1 | 1 | 1 | ½ | ½  | 1  | ½  | 7     |
| 3  | Varuzhan Akobian          | ½ | ½ | * | 0 | ½ | ½ | ½ | 1 | 1 | 1  | 1  | ½  | 7     |
| 4  | Daniel Naroditsky         | ½ | 0 | ½ | 1 | * | ½ | ½ | 1 | 0 | ½  | ½  | 1  | 6     |
| 5  | Samuel L Shankland        | ½ | 1 | 1 | * | 0 | 0 | 1 | ½ | ½ | ½  | ½  | ½  | 6     |
| 6  | Alexander Onischuk        | ½ | 0 | ½ | 1 | ½ | * | ½ | ½ | ½ | ½  | ½  | ½  | 5½    |
| 7  | Ray Robson                | ½ | 0 | 0 | ½ | 0 | ½ | ½ | * | 1 | 1  | ½  | 1  | 5½    |
| 8  | Joshua E Friedel          | 0 | 0 | ½ | 0 | ½ | ½ | * | ½ | 1 | 1  | 1  | ½  | 5½    |
| 9  | Sergey Erenburg           | 0 | ½ | 0 | ½ | ½ | ½ | 0 | 0 | 1 | *  | 1  | ½  | 4½    |
| 10 | Timur Gareev              | ½ | ½ | 0 | ½ | 1 | ½ | 0 | 0 | * | 0  | ½  | 1  | 4½    |
| 11 | Alejandro Ramírez Álvarez | ½ | 0 | 0 | ½ | ½ | ½ | 0 | ½ | ½ | 0  | *  | 1  | 4     |
| 12 | Mackenzie Molner          | ½ | ½ | ½ | ½ | 0 | ½ | ½ | 0 | 0 | ½  | 0  | *  | 3½    |